# Campeonato Europeo de Natación en Piscina Corta de 2008
El XII Campeonato Europeo de Natación en Piscina Corta se celebró en Rijeka (Croacia) entre el 11 y el 14 de diciembre de 2008. Fue organizado por la Liga Europea de Natación (LEN) y la Federación Croata de Natación. 
Las competiciones se realizaron en la nuevo complejo de natación Piscina Kantrida de la ciudad croata. Participaron un total de 530 atletas (281 hombres y 249 mujeres) de 40 países afiliados a la LEN.

## Resultados

### Masculino
| Evento                   | Oro                                                                                       | Plata | Bronce                                                                                |
| ------------------------ | ----------------------------------------------------------------------------------------- | --- | ------------------------------------------------------------------------------------- |
| 50 m libre (11.12)       | Amaury Levaux Francia 20,63                                                               | Frédérick Bousquet Francia 20,69 | Yevgueni Lagunov · Rusia · Duje Draganja · Croacia · 21,15                            |
| 100 m libre (13.12)      | Amaury Levaux Francia 44,94 RM                                                            | Fabien Gilot Francia 45,84 | Filippo Magnini · Italia · 46,62                                                      |
| 200 m libre (14.12)      | Danila Izotov · Rusia · 1:43,09                                                           | Dominik Meichtry · Suiza · 1:43,11 | Massimiliano Rosolino · Italia · 1:43,52                                              |
| 400 m libre (11.12)      | Paul Biedermann · Alemania · 3:37,73                                                      | Massimiliano Rosolino · Italia · 3:39,33 | Mads Glæsner Dinamarca 3:39,77                                                        |
| 1500 m libre (13.12)     | Federico Colbertaldo · Italia · 14:24,21                                                  | Vitali Romanovich · Rusia · 14:29,64 | Samuel Pizzetti · Italia · 14:31,60                                                   |
| 50 m espalda (12.12)     | Stanislav Donets · Rusia · 23,22                                                          | Aschwin Wildeboer · España · 23,28 | Ľuboš Križko · Eslovaquia · 23,47                                                     |
| 100 m espalda (14.12)    | Stanislav Donets · Rusia · 49,32 RM                                                       | Aschwin Wildeboer · España · 49,61 | Helge Meeuw · Alemania · 50,89                                                        |
| 200 m espalda (11.12)    | Stanislav Donets · Rusia · Aschwin Wildeboer · España · 1:49,22                           | — | Pierre Roger Francia 1:52,26                                                          |
| 50 m braza (13.12)       | Matjaž Markič Eslovenia 26,47                                                             | Aleksander Hetland · Noruega · 26,64 | Emil Tahirovič Eslovenia 26,66                                                        |
| 100 m braza (12.12)      | Ihor Borysyk · Ucrania · 57,33                                                            | Hugues Duboscq Francia 57,64 | James Gibson Reino Unido 57,91                                                        |
| 200 m braza (14.12)      | Hugues Duboscq Francia 2:04,59                                                            | Edoardo Giorgetti · Italia · 2:04,98 | Ihor Borysyk · Ucrania · 2:05,47                                                      |
| 50 m mariposa (14.12)    | Amaury Levaux Francia 22,23                                                               | Milorad Čavić Serbia 22,36 | Rafael Muñoz Pérez · España · 22,48                                                   |
| 100 m mariposa (12.12)   | Milorad Čavić Serbia 49,19                                                                | Rafael Muñoz Pérez · España · 49,74 | Nikolai Skvortsov · Rusia · 49,98                                                     |
| 200 m mariposa (13.12)   | Nikolai Skvortsov · Rusia · 1:50,60 RM                                                    | Dinko Jukić · Austria · 1:52,31 | Maxim Ganijin · Rusia · 1:52,32                                                       |
| 100 m estilos (14.12)    | Peter Mankoč Eslovenia 51,97                                                              | Christian Galenda · Italia · 52,29 | James Goddard Reino Unido 52,36                                                       |
| 200 m estilos (11.12)    | James Goddard Reino Unido 1:53,46                                                         | Vytautas Janušaitis · Lituania · 1:54,51 | Alan Cabello Forns · España · 1:55,70                                                 |
| 400 m estilos (12.12)    | Dinko Jukić · Austria · 4:03,01                                                           | Gergő Kis · Hungría · 4:03,81 | Łukasz Wójt · Polonia · 4:05,13                                                       |
| 4 × 50 m libre (14.12)   | Francia Alain Bernard Fabien Gilot Amaury Levaux Frédérick Bousquet 1:20,77 RM            | Italia · Alessandro Calvi · Marco Orsi · Mattia Nalesso · Filippo Magnini · 1:23,37                                                                                            | Croacia · Duje Draganja · Aleksej Puninski · Bruno Barbić · Mario Todorović · 1:23,68 |
| 4 × 50 m estilos (11.12) | Italia · Mirco di Tora · Alessandro Terrin · Marco Belotti · Filippo Magnini · 1:32,91 RM | Rusia · Stanislav Donets · Serguei Gueibel · Yevgueni Korotyshkin · Yevgueni Lagunov · Alemania · Thomas Rupprath · Marco Koch · Johannes Dietrich · Steffen Deibler · 1:33,31 | —                                                                                     |

- RM – Récord mundial.

### Femenino
| Evento                   | Oro | Plata                                                                                   | Bronce                                                                                   |
| ------------------------ | --- | --------------------------------------------------------------------------------------- | ---------------------------------------------------------------------------------------- |
| 50 m libre (14.12)       | Marleen Veldhuis · Países Bajos · 23,55                                                                   | Hinkelien Schreuder · Países Bajos · 23,72                                              | Jeanette Ottesen Dinamarca 24,04                                                         |
| 100 m libre (12.12)      | Marleen Veldhuis · Países Bajos · 51,95                                                                   | Jeanette Ottesen Dinamarca 52,08                                                        | Ranomi Kromowidjojo · Países Bajos · 52,22                                               |
| 200 m libre (14.12)      | Federica Pellegrini · Italia · 1:51,85 RM                                                                 | Femke Heemskerk · Países Bajos · 1:53,79                                                | Daria Beliakina · Rusia · 1:53,85                                                        |
| 400 m libre (13.12)      | Coralie Balmy Francia 3:56,39                                                                             | Camille Muffat Francia 3:57,48                                                          | Alessia Filippi · Italia · 3:59,35                                                       |
| 800 m libre (12.12)      | Alessia Filippi · Italia · 8:04,53 RM                                                                     | Coralie Balmy Francia 8:05,32                                                           | Lotte Friis Dinamarca 8:09,91                                                            |
| 50 m espalda (13.12)     | Sanja Jovanović · Croacia · 26,23 RM                                                                      | Kateryna Zubkova · Ucrania · 26,65                                                      | Elena Gemo · Italia · 26,77                                                              |
| 100 m espalda (12.12)    | Sanja Jovanović · Croacia · 56,87                                                                         | Kateryna Zubkova · Ucrania · 57,01                                                      | Laure Manaudou Francia 57,16                                                             |
| 200 m espalda (14.12)    | Alexandra Putra Francia 2:02,48                                                                           | Alexianne Castel Francia 2:03,10                                                        | Elizabeth Simmonds Reino Unido 2:03,12                                                   |
| 50 m braza (11.12)       | Valentina Artemieva · Rusia · 29,96                                                                       | Janne Schäfer · Alemania · 30,37                                                        | Moniek Nijhuis · Países Bajos · 30,45                                                    |
| 100 m braza (14.12)      | Valentina Artemieva · Rusia · 1:05,02                                                                     | Sophie de Ronchi Francia 1:05,43                                                        | Mirna Jukić · Austria · 1:05,64                                                          |
| 200 m braza (12.12)      | Aliona Alexeyeva · Rusia · 2:19,33                                                                        | Mirna Jukić · Austria · 2:20,48                                                         | Patrizia Humplik · Suiza · 2:21,68                                                       |
| 50 m mariposa (12.12)    | Hinkelien Schreuder · Países Bajos · 25,21                                                                | Jeanette Ottesen Dinamarca 25,54                                                        | Diane Bui Duyet Francia 25,55                                                            |
| 100 m mariposa (14.12)   | Jeanette Ottesen Dinamarca 56,70                                                                          | Diane Bui Duyet Francia 56,83                                                           | Eszter Dara · Hungría · 56,88                                                            |
| 200 m mariposa (11.12)   | Petra Granlund · Suecia · 2:04,27                                                                         | Aurore Mongel Francia 2:04,73                                                           | Jemma Lowe Reino Unido 2:04,78                                                           |
| 100 m estilos (13.12)    | Hanna-Maria Seppälä · Finlandia · 59,24                                                                   | Evelyn Verrasztó · Hungría · 59,49                                                      | Francesca Segat · Italia · 59,61                                                         |
| 200 m estilos (11.12)    | Francesca Segat · Italia · 2:07,03                                                                        | Evelyn Verrasztó · Hungría · 2:07,93                                                    | Sophie de Ronchi Francia 2:08,10                                                         |
| 400 m estilos (14.12)    | Mireia Belmonte García · España · 4:25,06 RM                                                              | Alessia Filippi · Italia · 4:26,06                                                      | Francesca Segat · Italia · 4:27,12                                                       |
| 4 × 50 m libre (12.12)   | Países Bajos · Hinkelien Schreuder · Inge Dekker · Ranomi Kromowidjojo · Marleen Veldhuis · 1:33,80 RM    | Suecia · Petra Granlund · Claire Hedenskog · Sarah Sjöström · Lovisa Ericsson · 1:38,00 | Alemania · Dorothea Brandt · Petra Dallmann · Lisa Vitting · Daniela Schreiber · 1:38,06 |
| 4 × 50 m estilos (13.12) | Países Bajos · Ranomi Kromowidjojo · Moniek Nijhuis · Hinkelien Schreuder · Marleen Veldhuis · 1:45,73 RM | Alemania · Daniela Samulski · Janne Schäfer · Petra Dallmann · Lena Kalla · 1:46,84     | Italia · Elena Gemo · Roberta Panara · Silvia Di Pietro · Federica Pellegrini · 1:47,05  |

- RM – Récord mundial.

## Medallero
| Núm. | País         | Oro | Plata | Bronce | Total |
| ---- | ------------ | --- | ----- | ------ | ----- |
| 1    | Rusia        | 8   | 2     | 4      | 14    |
| 2    | Francia      | 7   | 9     | 4      | 20    |
| 3    | Italia       | 5   | 5     | 8      | 18    |
| 4    | Países Bajos | 5   | 2     | 2      | 9     |
| 5    | España       | 2   | 3     | 2      | 7     |
| 6    | Croacia      | 2   | 0     | 2      | 4     |
| 7    | Eslovenia    | 2   | 0     | 1      | 3     |
| 8    | Alemania     | 1   | 3     | 2      | 6     |
| 9    | Dinamarca    | 1   | 2     | 3      | 6     |
| 10   | Austria      | 1   | 2     | 1      | 4     |
| 10   | Ucrania      | 1   | 2     | 1      | 4     |
| 12   | Serbia       | 1   | 1     | 0      | 2     |
| 12   | Suecia       | 1   | 1     | 0      | 2     |
| 14   | Reino Unido  | 1   | 0     | 4      | 5     |
| 15   | Finlandia    | 1   | 0     | 0      | 1     |
| 16   | Hungría      | 0   | 3     | 1      | 4     |
| 17   | Suiza        | 0   | 1     | 1      | 2     |
| 18   | Lituania     | 0   | 1     | 0      | 1     |
| 18   | Noruega      | 0   | 1     | 0      | 1     |
| 20   | Eslovaquia   | 0   | 0     | 1      | 1     |
| 20   | Polonia      | 0   | 0     | 1      | 1     |
|      | TOTAL        | 39  | 38    | 38     | 115   |